# Anatomia mikroskopowa

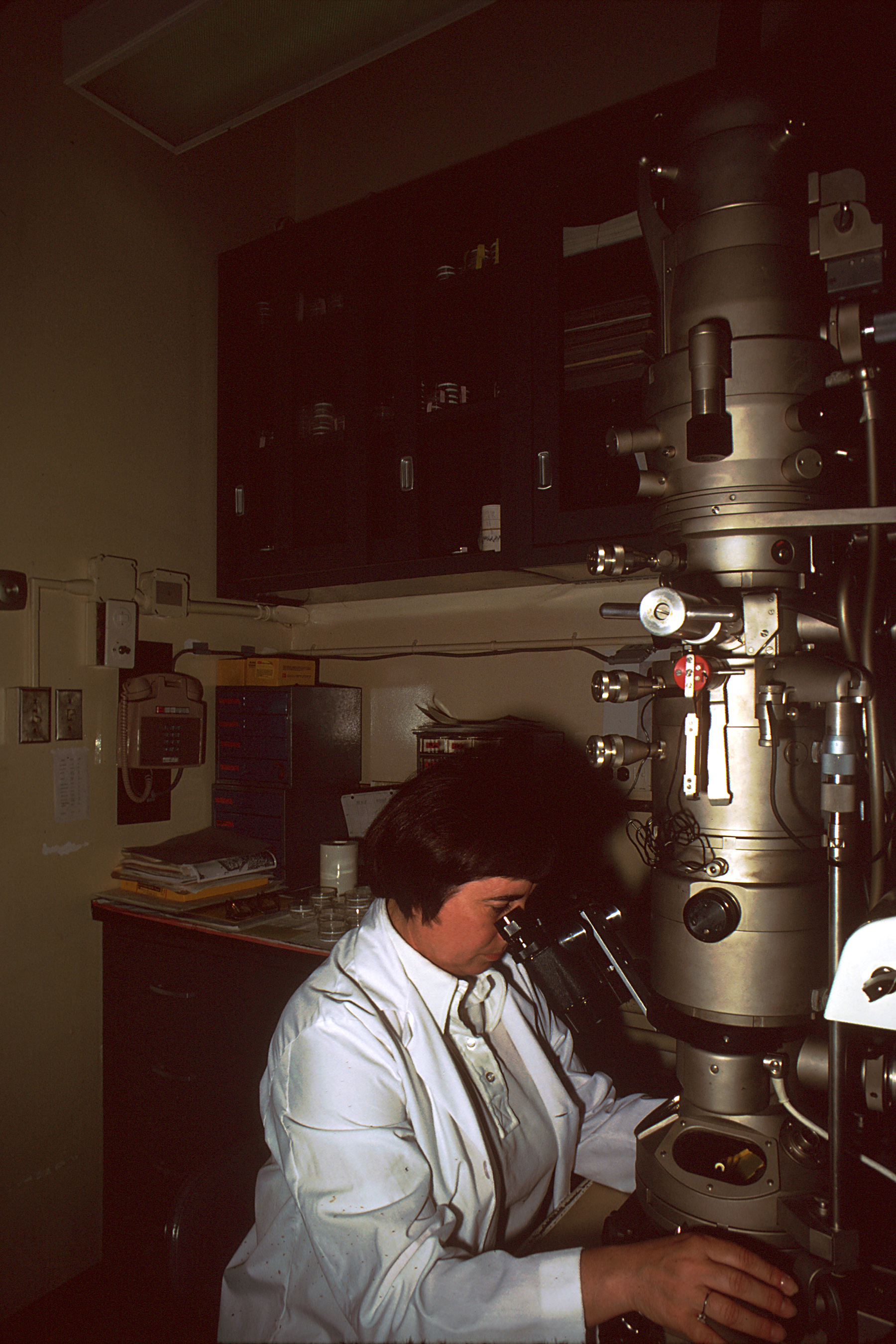
Mikroskop elektronowy - narzędzie w anatomii mikroskopowej

Anatomia mikroskopowa – nauka zajmująca się mikroskopową budową komórek (cytologia), tkanek (histologia) i narządów. 